# Pável Podkolzin
Pável Podkolzin (nacido el 15 de enero de 1985 en RSFS de Rusia, Unión Soviética, actualmente Rusia) es un jugador ruso de baloncesto que jugó en la NBA y en la NBDL y que actualmente milita en el PSK Sakhalin de la Superliga de Baloncesto de Rusia (2.ª División). Mide 2,26 m (7′ 5″), siendo uno de los jugadores más altos que jamás han jugado para la NBA.

## Trayectoria
Podkolzin, de 2,26 m (7′ 5″) de estatura, debutó en la temporada 2001-02 con el Lokomotiv Novosibirsk, de la 2.ª División de la Liga Rusa, pero en diciembre de 2001 fue fichado por el Pallacanestro Varese italiano.
Tras borrarse del draft de 2003, se presentó finalmente en 2004 y fue elegido por Utah Jazz en el puesto 21 de 1.ª ronda del draft de 2004, para ser traspasado después a los Dallas Mavericks. En Dallas solamente jugó 6 partidos, y, entre lesiones interminables y problemas de adaptación, nunca se adaptó a las exigencias de la NBA.
El 5 de agosto de 2006 fue cortado por los Mavericks después de jugar solo 6 partidos en dos temporadas. Recaló más tarde en el Khimki BC de su país.
Desde 2007, milita en el Lokomotiv Novosibirsk de la 2.ª División de la Liga Rusa, si bien, entremedias jugó en varios equipos rusos más.
Podkolzin fue miembro del equipo ruso que ganó la medalla de plata en el Europeo cadete de 2000.